# Пантелєєва Ксенія Геннадіївна
Пантелє́єва Ксе́нія Генна́діївна (нар. 11 травня 1994, Львів, Україна) — українська фехтувальниця, що спеціалізується на змаганнях зі шпаги. Учасниця Олімпійських ігор 2012 року у Лондоні, срібна призерка Кубку світу 2012 у командному заліку, чемпіонка України. Заслужений Майстер спорту.

## Біографія
Ксенія Пантелєєва народилася у родині, що була тісно пов'язана з фехтуванням. Її тітка Діна Пантелєєва навчала дітей фехтуванню на рапірах, а дядько Василь Станкович був п'ятиразовим чемпіоном світу та призером Олімпійських ігор з фехтування. Утім, до занять спортом дівчину ніхто не примушував, і відвести її до секції вона попросила сама. Єдине, на що вплинула тітка — це вибір спеціалізації. Саме за її порадою Ксенія обрала шпагу, про що жодного разу не пожалкувала.
Першим тренером Пантелєєвої стала Зоряна Семеряк, до якої трохи згодом приєднався і Андрій Орликовський. Окрім того, в одному залі з Ксенією тренувалися Яна Шемякіна та Анфіса Почкалова, що власним прикладом надихали дівчину на більш кропітку працю. Пантелєєва прогресувала дуже швидко. Її головними якостями, як фехтувальниці, вважалася рішучість та впевненість у власних діях. За словами самої спортсменки, її стихія — атака.
Вже на дебютному етапі Кубку світу серед юніорів «Золоті ворота», що відбувся у 2009 році, Ксенія здобула бронзову медаль, поступившись у півфіналі лише італійці Розеллі Ф'ямінго. Це був перший значний успіх юної фехтувальниці на міжнародній арені. А два роки потому Пантелєєва стала найкращою в Україні, перемігши у фінальному двобої Яну Шемякіну з рахунком 15:14.
Втім остаточно заявила про себе на весь голос Ксенія у 2012 році, коли у її кар'єрі сталася ціла низка визначних події. У березні на етапі Кубка світу у Барселоні Пантелєєва у складі жіночої збірної України здобула «срібло». У травні їй не було рівних у розіграші Кубка України з фехтування. А наприкінці липня українська шпажистка вперше в кар'єрі взяла участь у Олімпійських іграх, що відбулися в Лондоні. На жаль, Пантелєєва не змогла подолати бар'єр 1/16 фіналу, поступившись китаянці Лі На 10:15. А у листопаді Ксенія здобула срібну нагороду на етапі Кубка світу серед юнаків, що пройшов у Києві.

### Універсіада 2013
На літній Універсіаді, яка проходила з 6-о по 17-е липня у Казані Ксенія виступала у 2 дисциплінах. та завоювала бронзову медаль разом з Анфісою Почкаловою, Оленою Кривицькою та Анастасією Івченко у командній шпазі. На шляху до медалей українки перемогли збірні Ізраїлю 45:44, Росії 45:42, у півфіналі поступились Франції 38:45, а у поєдинку за третє місце перемогли команду Польщі із рахунком 40:39 та здобули бронзу.
У індивідуальній шпазі Понтелеєвій не вдалося потрапити і до 1/16 фіналу. З рахунком 10:15 вона поступилися своїй суперниці росіянці Яні Звєрєвій..

## Спортивні досягнення
- Майстер спорту міжнародного класу
- Чемпіонка України з фехтування на шпагах 2011,
- Переможниця Кубка України з фехтування на шпагах (2): 2012, 2013
- Срібна призерка чемпіонату Європи з фехтування на шпагах серед кадетів у командному заліку 2010
- Бронзова призерка чемпіонату Європи з фехтування на шпагах серед кадетів у командному заліку 2011
- Бронзова призерка чемпіонату Європи з фехтування на шпагах серед юніорів у командному заліку 2013
- Бронзова призерка етапу Кубка світу з фехтування на шпагах серед юнаків 2009
- Срібна призерка етапу Кубка світу з фехтування на шпагах серед юнаків 2012
- Срібна призерка етапу Кубка світу з фехтування на шпагах у командному заліку 2012
- Бронзова призерка етапів Кубка світу з фехтування на шпагах у командному заліку (2): 2011[10], 2012
- Бронзова призерка 27-ї Всесвітньої літньої Універсіади в Казані у командному заліку 2013
- Учасниця літніх Олімпійських ігор 2012

### Виступи на Олімпіадах
| Олімпіада   | Дисципліна                | Стадія | Супротивник     | Результат | Місце | Стадія  | Супротивник   | Результат | Місце | Стадія     | Супротивник | Результат | Місце | Загальне місце |
| Лондон 2012 | Фехтування шпага особисті | 1 коло | Yeung (Гонконг) | 15:11     | 1     | 2 коло  | Li (CHN)      | 10:15     | 2     | -          | -           | -         | -     | 30             |
| Лондон 2012 | Фехтування шпага команда  | 1 коло | -               | -         | -     | 1/4 фін | Росія         | 34:45     | 2     | за 7 місто | Італія      | 40:45     | 2     | 8              |
| Ріо 2016    | Фехтування шпага особисті | 1 коло | -               | -         | -     | 2 коло  | Embrich (EST) | 3:15      | 2     | -          | -           | -         | -     | 27             |
| Ріо 2016    | Фехтування шпага команда  | 1 коло | Бразилія        | 45:32     | 1     | 1/4 фін | Китай         | 34:42     | 2     | за 7 місто | Франція     | 38:45     | 2     | 8              |

## Державні нагороди
- Медаль «За працю і звитягу» (25 липня 2013) — за досягнення високих спортивних результатів на XXVII Всесвітній літній Універсіаді в Казані, виявлені самовідданість та волю до перемоги, піднесення міжнародного авторитету України[11]